# Onbatedempo
Onbatedempo est une petite ville du Togo située dans la Préfecture de Bassar, dans la région de la Kara

## Géographie
Onbatedempo est situé à environ 44 km de Kara

## Vie économique
- Atelier mécanique

## Lieux publics
- École primaire